# Valentina Margaglio
Valentina Margaglio (Casale Monferrato, 15 de noviembre de 1993) es una deportista italiana que compite en skeleton.
Ganó una medalla de bronce en el Campeonato Mundial de Skeleton de 2020 y una medalla de bronce en el Campeonato Europeo de Skeleton de 2022.

## Palmarés internacional
| Campeonato Mundial | Campeonato Mundial   | Campeonato Mundial | Campeonato Mundial |
| Año                | Lugar                | Medalla            | Prueba             |
| ------------------ | -------------------- | ------------------ | ------------------ |
| 2020               | Altenberg (Alemania) | Medalla de bronce  | Equipo mixto       |
| Campeonato Europeo |                      |                    |                    |
| Año                | Lugar                | Medalla            | Prueba             |
| 2022               | Sankt Moritz (Suiza) | Medalla de bronce  | Individual         |